# Achiet-le-Petit
Achiet-le-Petit is een gemeente in het Franse departement Pas-de-Calais in de regio Hauts-de-France)en telt 322 inwoners (2004). De plaats maakt deel uit van het arrondissement Arras.

## Militaire graven
Op de begraafplaats van Achiet-le-Petit ligt een perk met 7 Britse militaire graven uit de Tweede Wereldoorlog. De graven worden onderhouden door de Commonwealth War Graves Commission en staan er geregistreerd onder Achiet-le-Petit Communal Cemetery.
Aansluitend ligt ten noorden van de begraafplaats de Duitse militaire begraafplaats Deutscher Soldatenfriedhof Achiet-le-Petit met meer dan 1300 gesneuvelde soldaten uit de Eerste Wereldoorlog.

## Geografie
De oppervlakte van Achiet-le-Petit bedraagt 7,3 km², de bevolkingsdichtheid is 44,1 inwoners per km².
De onderstaande kaart toont de ligging van Achiet-le-Petit met de belangrijkste infrastructuur en aangrenzende gemeenten.

## Demografie
Onderstaande figuur toont het verloop van het inwonertal (bron: INSEE-tellingen).